# POP Radio聯播網
POP Radio聯播網（英語：POP Radio，簡稱：台北流行廣播電台、POP Radio），是台灣的廣播聯播網之一，頻率為FM 90.7、91.7，強調結合流行音樂、都會資訊、即時新聞，收聽範圍涵蓋台北都會區、新北市、基隆市、桃園市（部分）、新竹縣市、苗栗縣，涵蓋人口超過700萬人；開台邀請S.H.E擔任台呼演唱者。
台北流行廣播電台的發射站位於新北市萬里區和汐止區交界的五指山頂，地址為萬里區頂萬里加投段溪底小段235之1號（海拔約699公尺），發射功率為0.6 kW，和寶島新聲廣播電台、公共電視文化事業基金會共用同一個發射站。

## 歷史
- 此頻率原為「台北女性生活廣播電台」，1998年9月17日成為HitFM聯播網台北總台。
- 2006年改名為台北流行音樂廣播電台。

### 2009年
- 1月1日凌晨0點（2008年12月31日24時），退出HitFM聯播網。
- 3月18日，以「POP Radio」正式發聲，電台邀請S.H.E擔任台呼演唱者，由Ella作曲、Hebe作詞的POP Radio台呼，共同打造出25個版本，創下台灣廣播史上之最。最後由電台選出10個版本做為正式版本，包括歐風香頌版、甜蜜浪漫版、動人抒情版、陽光衝浪版、搖滾個性版[5]。

### 2014年
- 11月10日，POP Radio改名為「台北流行廣播電台」，由林書煒出任台長，每日的《POP即時新聞》當日起也改為和Hit Fm聯播（07:00、08:00的即時新聞為單獨播出，未聯播Hit Fm《娛樂宅急便》（平日播出）），並邀請汪用和、鄭師誠、李明依、蔣同慶、蔡詩萍等媒體名人加入主持行列。耳熟能詳的台呼更重新編曲、製作（歌詞只更改其中一段），由S.H.E、炎亞綸、動力火車、周蕙、辰亦儒、Popu Lady等人氣歌手重新演繹。

### 2017年~2018年
- 2017年1月2日起，原汪用和、鄭師誠主持的POP搶先爆節目改由黃光芹主持。
- 2018年3月，因Fami Radio（全家便利商店的店內廣播）開播，POP Radio停止在台北市、新北市的全家便利商店（部分）的店內播放。

### 2019年
- 1月1日起，POP撞新聞節目，7:00時段改由黃清龍主持，8:00時段改由黃暐瀚主持。
- 6月17日起，原黃光芹主持11:00~13:00的POP搶先爆節目，11:00時段改由邱明玉主持，12:00時段改由朱學恒主持。
- 11月11日起，大新竹廣播電台加入POP Radio，名稱改為POP Radio聯播網。

### 2020年
- 12月26日，鄭師誠的「正午好時辰」播出最後一集。
- 12月27日，汪用和的「用心過生活」播出最後一集。
- 12月31日起，大新竹廣播電台改名為好聽廣播電台。

### 2021年
- 1月3日起，吳怡霈主持的「POP有夠靚」播出時段改為每週六、日早上9:00-11:00。Miffy主持的「音樂隨身聽」及傑瑞主持的「pop音樂隨身聽」播出時段改為每週六、日中午11:00-14:00。Lex主持的「POP國際線－歐美航班」及Cube主持的「POP國際線－日韓專機」播出時段改為每週六、日17:00-18:00。
- 2月17日起，原蔣同慶和李明依搭檔主持的依同開Mic辣分開主持，蔣同慶負責15:00-16:00時段，李明依負責16:00-17:00時段。
- 4月4日起，Eva主持的Easy music改為二個小時播出，16:00-17:00播出海裕芬、莊雅清主持的夢想起飛。
- 9月份起，因蔣同慶辭去依同開Mic辣的主持人工作，原丹尼主持的音樂123延長1小時。

### 2022年
- 1月3日起，7:00~8:00 POP撞新聞節目改版，柯志恩主持星期一、 黃清龍主持星期二星期四、何志勇主持星期三、 劉姿麟主持星期五等時段。
- 1月3日起19:00～21:00播出魏如昀主持的鬧著玩音樂，原俊菖主持的Whats'up music停播。
- 2月12日起， Candy主持的Easy music改為14:00-16:00，16:00-17:00播出Will主持的夢想實驗室。
- 5月31起，週二、週四，早上7點POP撞新聞，改由平秀琳主持。
- 6月1日起，週三，早上7點POP撞新聞，改由黃清龍主持。

### 2023年
- 1月7日起，每週六11:00~12:00播出由賴雨農主持的UnoLife光聽你說，原時段Miffy主持的音樂隨身聽改為12：00～14：00播出。
- 4月2日海裕芬、莊雅清主持的夢想起飛播出最後一集，4月9日起每週日16:00~17:00播出由黃豪平主持的我的世代我作主。
- 9月份起，每週一至週五15:00~16:00播出由Eva主持的3點玩什麼，原時段Danny主持的音樂123改為13：00～15：00播出。週六 、週日Shara 、阿讓主持的音樂Buffet，改為18:00~21:00播出，原時段蔡旻佑主持的音樂漫遊、toto主持的幕前幕後toto看停播。徐哲緯主持的音樂咬耳朵播出時間改為週六、週日21:00~22:00播出。

### 2025年
- 4月7日起，3點玩什麼節目主持人由Eva改為Candy主持。 Emily主持的fun music時段改為19:00~21:00。鬧著玩音樂時段改為21:00~23:00，主持人則是請歌手代班主持。

- 4月13日起，Eva主持的Easy music新增週六時段，並改為14:00~16:00播出。徐哲緯主持的音樂咬耳朵播出時間改為週六、週日16:00~17:00播出。魏如昀主持的鬧著玩音樂改為週六、週日21:00~22:00播出。

- 6月2日起，週一至週五的鬧著玩音樂，由DJ Plor主持。

## 特色
- 提供線上收聽（hiChannel提供，電台訊號會延遲10~20秒），音質原為256 Kbps[6]，2013年10月31日起改為320 Kbps（僅限台北主台）[7]，是台灣少數用高音質播放（網路）的廣播電台。
- POP Radio抓住潮流脈動，首創素人報時。在各大音樂活動場合、大專院校、公司行號，號召各路英雄好漢，為POP Radio每整點的報時發聲（2022年起改為每整點43或44分播出）。
- POP News（POP 即時新聞）：
  - 2009年3月18日~2014年11月9日：每小時30分（週一至週五 7:30-21:30，週六、週日 9:30-18:30，通常會提前3~4分鐘播出）提供新聞（來源為聯合新聞網）；農曆新年期間（除夕至初五）會暫停播報新聞。
  - 2014年11月10日起：因即時新聞和Hit Fm聯播，改為每小時整點播出（週一至週五 07:00-23:00，週六、週日 09:00-18:00），平日的即時新聞增加2節，來源為Hit FM的記者採訪、台灣三大報（自由時報、聯合報、中國時報）、聯合新聞網和ETtoday新聞雲。
- 週三19:25至19:45公布《POP 排行榜》每週榜單（於《鬧著玩音樂》節目中公布，POP Radio官網於當日19:00更新榜單）。
- 曾於週五20:05至21:00公布全球華語歌曲排行榜每週榜單（POP Radio為七家聯盟電台中每週最先公布榜單的電台，已於2016年11月退出）。

## DJ
- 承揚（6:00 POP撞新聞）
- 莊雨潔（7：00 POP撞新聞，週一）
- 錢毅（7：00 POP撞新聞 週二 、週四，18:00 POP大國民，週五）
- 劉必榮（7:00 POP撞新聞，週三）
- 苑曉琬（7:00 POP撞新聞，週五）
- 黃暐瀚（8:00 POP撞新聞)
- 林書煒（9:00 POP最正點)（POP Radio台北流行廣播電台台長）
- 邱明玉（11:00 POP搶先爆）
- 康仁俊（12:00 POP搶先爆，週一 、週三、週五）
- 黃介正（12:00 POP搶先爆，週二）
- 樊啟明（12:00 POP搶先爆，週四）
- Danny（13:00 音樂123）[8]
- Candy（15:00 3點玩什麼，週一至週五）[9]
- 李明依（16:00 依同開Mic辣!）
- 彭光偉（18:00 POP大國民，週一、週三、週五）
- 平秀琳（17:00 POP大國民，週一、週三、週五）
- 錢怡君（18:00 POP大國民，週二、週四）
- 羅旺哲（17:00 POP大國民，週二）
- 周楷（17:00 POP大國民，週四）
- Polar（21:00 鬧著玩音樂，週一～週五）
- 魏如昀（21:00 鬧著玩音樂，週六、週日）
- 艾蜜莉 Emily（黃昕羽）（21:00 Fun music）
- Kitty（7:00 音樂喔嗨唷，周六、周日）
- 吳怡霈（9:00 POP有夠靚，周六、周日）
- 賴雨農（11:00 UnoLife 光聽你說，周六）
- Miffy（12:00 音樂隨身聽，周六）
- 傑瑞 Jerry（11:00 音樂隨身聽，周日）
- Eva（許伊君） (14:00 Easy Music，週六、週日 )[10]
- Cube（17:00 POP國際線歐美航班，周六 ／ POP國際線日韓專機，周日）
- Sharon（18:00 音樂Buffet，周六）
- 阿讓（18:00 音樂Buffet，周日）
- 哲緯 (16:00 音樂咬耳朵，週六、週日)
- Louis（23:00 Crazy Night，周六）
- Nia（23:00 B面最精選，周日）

## 主播
•整點新聞和Hit FM聯播網聯播（未聯播平日16:33、21:33的《娛樂宅急便》）

## 資訊時段
- 新北大小事：週一至週五 14:05 於《NEWS UPDATE》之後播出

## 獲獎紀錄

### 廣播金鐘獎
| 年份   | 獲提名                                | 獎項                                               | 結果 |
| ------ | ------------------------------------- | -------------------------------------------------- | ---- |
| 2009年 | 王介安 ／ 《B面最精選》               | 第44屆廣播金鐘獎流行音樂節目主持人獎               | 提名 |
| 2010年 | 《917在一起》                         | 第45屆廣播金鐘獎電臺臺呼獎                         | 獲獎 |
| 2010年 | 《素人整點報時》                      | 第45屆廣播金鐘獎電臺行銷創新獎                     | 獲獎 |
| 2011年 | 《917在一起》                         | 第46屆廣播金鐘獎專業頻道獎                         | 提名 |
| 2011年 | 《What's up Music》                   | 第46屆廣播金鐘獎流行音樂節目獎                     | 獲獎 |
| 2012年 | 陳俊菖 ／ 《What's up Music》         | 第47屆廣播金鐘獎流行音樂節目主持人獎               | 提名 |
| 2012年 | 《B面最精選》                         | 第47屆廣播金鐘獎流行音樂節目獎                     | 提名 |
| 2013年 | 《新聲卡位讚》                        | 第48屆廣播金鐘獎電臺品牌行銷創新獎                 | 提名 |
| 2013年 | 《917在一起》                         | 第48屆廣播金鐘獎專業頻道獎                         | 提名 |
| 2014年 | 《我是DJ 音樂我來FUN-917泡泡屋》      | 第49屆廣播金鐘獎電臺品牌行銷創新獎                 | 提名 |
| 2015年 | 《917 POP Radio APP––台呼獨家瘋下載》 | 第50屆廣播金鐘獎電臺品牌行銷創新獎                 | 提名 |
| 2015年 | 林書煒 ／ 《POP私房話》               | 第50屆廣播金鐘獎綜合節目主持人獎                   | 提名 |
| 2015年 | 《917 POP Radio APP》                 | 第50屆廣播金鐘獎數位應用獎                         | 提名 |
| 2016年 | 丹尼(呂理傑) ／ 《音樂123》           | 第51屆廣播金鐘獎流行音樂節目主持人獎               | 提名 |
| 2016年 | 《音樂123》                           | 第51屆廣播金鐘獎流行音樂節目獎                     | 提名 |
| 2016年 | 《POP大國民學測》                     | 第51屆廣播金鐘獎電臺品牌行銷創新獎                 | 獲獎 |
| 2017年 | 蔡詩萍 ／ 《POP大國民》               | 第52屆廣播金鐘獎教育文化節目主持人獎               | 獲獎 |
| 2017年 | 《POP Radio我素DJ》 系列活動          | 第52屆廣播金鐘獎電臺品牌行銷創新獎                 | 獲獎 |
| 2017年 | 丹尼(呂理傑) ／ 《音樂123》           | 第52屆廣播金鐘獎流行音樂節目主持人獎               | 提名 |
| 2017年 | 《用心過生活》                        | 第52屆廣播金鐘獎綜合節目獎                         | 提名 |
| 2018年 | 《POP Office探班募集》                | 第53屆廣播金鐘獎電臺品牌行銷創新獎                 | 提名 |
| 2019年 | 《元宵在一起‧台北101就在917》         | 第54屆廣播金鐘獎電臺品牌行銷創新獎                 | 獲獎 |
| 2019年 | 《POP有夠靚》                         | 第54屆廣播金鐘獎生活風格節目獎                     | 提名 |
| 2019年 | 《音樂咬耳朵》                        | 第54屆廣播金鐘獎企畫編撰獎                         | 提名 |
| 2020年 | 林書煒、朱芯儀 ／ 《POP 最正點》      | 第55屆廣播金鐘獎社會關懷節目主持人獎               | 提名 |
| 2020年 | 《POP Radio防疫廣告【清潔隊員】篇》   | 第55屆廣播金鐘獎非商品類廣告獎                     | 提名 |
| 2022年 | 《POP有夠靚》                         | 第57屆廣播金鐘獎生活風格節目獎                     | 提名 |
| 2023年 | 《POP大新北 永續進行式系列活動》      | 第58屆廣播金鐘獎電台品牌行銷創新獎                 | 提名 |
| 2024年 | Uno賴雨農 ／ 《UnoLife光聽你說》      | 第59屆廣播金鐘獎藝術文化節目主持人獎(好聽廣播電台) | 提名 |
| 2024年 | 黃豪平 ／ 《我的世代我作主》          | 第59屆廣播金鐘獎教育文化節目主持人獎(好聽廣播電台) | 提名 |
| 2024年 | 《HIT POP ON THE ROAD 》              | 第59屆廣播金鐘獎電臺品牌行銷創新獎                 | 獲獎 |

## 註解
1. ↑  .   [2013-04-18]. （原始内容存档于2016-03-04）.
2. ↑  頻率資料庫查詢系統，中華民國國家通訊傳播委員會 （页面存档备份，存于）
3. ↑  S.H.E創作新台呼 （页面存档备份，存于）.大紀元時報
4. ↑  廣播金鐘台呼 SHE勝阿妹 （页面存档备份，存于）.中央社
5. ↑  .   [2013-09-28]. （原始内容存档于2016-03-15）.
6. ↑  POP Radio線上收聽截圖 （页面存档备份，存于）（使用Windows Media Player播放）
7. ↑  POP Radio線上收聽截圖 （页面存档备份，存于），2013年10月31日 21:20截圖
8. ↑  POP Radio DJ 丹尼(沒有斯)的Facebook專頁
9. ↑  DJ Candy的Facebook專頁
10. ↑  DJ Eva的Facebook專頁
11. ↑  YouTube上的第52屆廣播金鐘獎頒獎典禮「教育文化節目主持人獎」《POP大國民》主持人蔡詩萍
12. ↑  YouTube上的第52屆廣播金鐘獎頒獎典禮「電臺品牌行銷創新獎」《POP Radio我素DJ》 系列活動
13. ↑  YouTube上的第54屆廣播金鐘獎頒獎典禮「電臺品牌行銷創新獎」《元宵在一起‧台北101就在917》
14. ↑  YouTube上的第55屆廣播金鐘獎頒獎典禮「非商品類廣告獎」《POP Radio防疫廣告【清潔隊員】篇》
15. ↑  YouTube上的第59屆廣播金鐘獎頒獎典禮「電臺品牌行銷創新獎」《HIT POP ON THE ROAD 》

## 外部連結
- POP Radio（页面存档备份，存于）
- 917 POP Radio APP（页面存档备份，存于）
- POP Radio台北流行廣播電台的Facebook專頁
- YouTube上的917 POP Radio 官方頻道頻道